# Procesamiento digital de señales

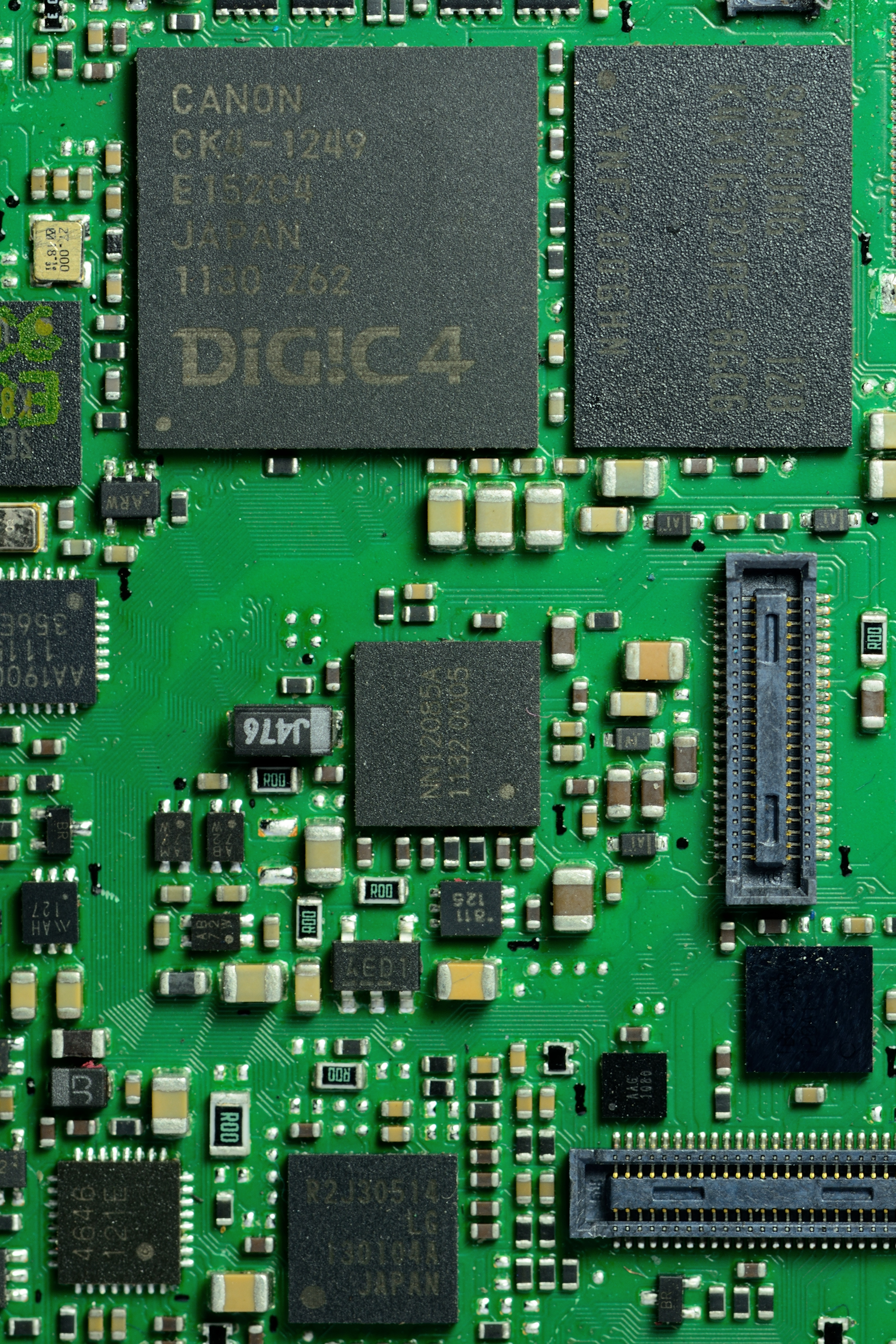
Procesador de Imagen Canon Digic 4

El procesamiento de señales digitales o DSP (sigla en inglés de digital signal processing) es la manipulación matemática de una señal de información para modificarla o mejorarla en algún sentido. Este está caracterizado por la representación en el dominio del tiempo discreto, en el dominio frecuencia discreta, u otro dominio discreto de señales por medio de una secuencia de números o símbolos y el procesado de esas señales. 
Esto se puede conseguir mediante un sistema basado en un procesador o microprocesador que posee un juego de instrucciones, un hardware y un software optimizados para aplicaciones que requieran operaciones numéricas a muy alta velocidad. Debido a esto es especialmente útil para el procesado y representación de señales analógicas en tiempo real: en un sistema que trabaje de esta forma (tiempo real) se reciben muestras, normalmente provenientes de un conversor analógico/digital (ADC). Se puede trabajar con señales analógicas, pero es un sistema digital, por lo tanto necesitará un conversor analógico/digital a su entrada y digital/analógico en la salida. Como todo sistema basado en procesador programable necesita una memoria donde almacenar los datos con los que trabajará y el programa que ejecuta.
Se puede procesar una señal para obtener una disminución del nivel de ruido, para mejorar la presencia de determinados matices, como los graves o los agudos y se realiza combinando los valores de la señal para generar otros nuevos. Así, el DSP se utiliza en el procesamiento de música (por ejemplo MP3), de voz (por ejemplo, reconocimiento de voz) en teléfonos celulares, de imágenes (en la transmisión de imágenes satelitales) y vídeo (DVD).

## Muestreo
El muestreo es una de las partes del proceso de digitalización de las señales. Consiste en tomar muestras de una señal analógica a una frecuencia o tasa de muestreo constante, para cuantificarlas posteriormente. Basado en el teorema de muestreo, es la base de la representación discreta de una señal continua en banda limitada. 

## Dominio DSP

### Transformadas
Uno de los beneficios principales del DSP es que las transformaciones de señales son más sencillas de realizar. Una de las más importantes transformadas es la Transformada Discreta de Fourier (TDF). Esta transformada convierte la señal del dominio del tiempo al dominio de la frecuencia. La TFD permite un análisis más sencillo y eficaz sobre la frecuencia, sobre todo en aplicaciones de eliminación de ruido y en otros tipos de filtrado (filtros de paso bajo, de paso alto, de paso banda, de rechazo de banda, etc.).
Otra de las transformadas importantes es la transformada de coseno discreta, que es similar a la anterior en cuanto a los cálculos requeridos para obtenerla, pero esta convierte a las señales en componentes del coseno trigonométrico. Esta transformada es una de las bases del algoritmo de compresión de imágenes JPEG.

## Implementación
Las arquitecturas de los computadores actuales están comúnmente clasificadas como RISC (Reduced Instruction Set Computers) y CISC (Complex Instruction Set Computers). 
Los procesadores CISC cuentan con gran número de instrucciones complejas, cada una de las cuales puede requerir varios ciclos de CPU, mientras que un computador RISC posee menos instrucciones, y estas pueden ejecutarse en un solo ciclo. Los computadores RISC han ido reemplazando progresivamente a los CISC gracias a su menor coste y excelente rendimiento, favorecido por la ejecución segmentada de instrucciones simples y el desarrollo de compiladores que generan código optimizado para arquitectura RISC. 
Los DSP estándar poseen ciertos rasgos propios de una arquitectura tipo RISC, aunque son procesadores de propósito específico cuya arquitectura está especialmente diseñada para aplicaciones que requieran cálculo intensivo. Un DSP estándar ejecuta varias operaciones en paralelo, mientras que un RISC usa unidades funcionales altamente eficientes que pueden iniciar y completar una instrucción simple en uno o dos ciclos de reloj.

## Aplicaciones
- Procesamiento de audio digital
- Procesamiento de voz digital
- Procesamiento de imágenes digitales
- Procesamiento de vídeo digital
- Procesamiento de datos digitales

## Ejemplo
Normalmente se define la señal de entrada {\displaystyle x[n]} como la que se quiere procesar, la señal de salida {\displaystyle y[n]} como la señal procesada y una regla para obtener la salida como función de la entrada.
Por ejemplo, si tomamos como muestras de una señal digital 
{\displaystyle x[n]={...,1,3,2,6,5,2,1,...}}
y como regla de procesamiento la que toma la media del número anterior {\displaystyle x[n-1]}, el número actual {\displaystyle x[n]} y el número siguiente {\displaystyle x[n+1]} y lo sustituimos en la posición actual de salida {\displaystyle y[n]}, obtendremos para la señal del ejemplo la salida del procesamiento siguiente:
{\displaystyle {\begin{aligned}y[n]=&\quad {\frac {x[n-1]+x[n]+x[n+1]}{3}}\\{}=&\quad {...,{\tfrac {1}{3}},{\tfrac {4}{3}},2,{\tfrac {11}{3}},{\tfrac {13}{3}},{\tfrac {13}{3}},{\tfrac {8}{3}},1,{\tfrac {1}{3}},...}\end{aligned}}}
correspondiente a un filtro FIR de medias móvil.